# Mihail Manoilescu
Mihail Manoilescu (n. 9 decembrie 1891, Tecuci – d. 30 decembrie 1950, închisoarea Sighet) a fost un publicist, gânditor economic și politic, politician român dintr-o veche familie aristocratică.
Printre alte funcții publice pe care le-a deținut, Mihail Manoilescu a fost ministru al afacerilor străine al României în vara anului 1940, în cadrul guvernului Ion Gigurtu. Gândirea sa economică a trezit interes în America de Sud.
Acesta este cunoscut pentru vederile sale fasciste și antisemite, fiind unul dintre finanțatorii Mișcării legionare în anii 1930 (fără ca regele Carol al II-lea să știe).

## Biografie
Mihail Manoilescu s-a născut la 9 decembrie 1891, la Tecuci, într-o familie aristocratică moldoveană, ai cărei reprezentanți au fost cărbunari, unioniști, socialiști, conservatori. Nepot de-al preotului Gheorghe Manoilescu , din Fâstâci și strănepot al preotului Manoil Constantinovici, de la Epureni (sat situat la 5 km de Huși):
”Cel mai îndepărtat dar și cel mai ilustru strămoș al meu a fost Logofătul Tăutu, atâtea decenii cel dintâi sfetnic al lui Ștefan cel Mare și al urmașului său Bogdan. Un descendent al marelui logofăt, Ioniță Tăutu - frate cu străbunica mea Marghiolița Tăutu - este autorul constituției cărburnarilor la 1821 (vezi în special lucrările lui Barnoschi). Bunicul mamei mele, clucerul Constantin Bădărău - fiul Marghioliței Tăutu și al vel serdarului Niculiță Bădărău - a fost deputat în Divanul ad-hoc al Moldovei în două rânduri: în 1857 și 1859, ales al boierilor mici din județul Iași. Deși fusese secretarul lui Vogoride, era unionist pasionat, ceea ce l-a făcut să-și cheltuiască toată averea în lupta pentru triumful cauzei Unirii. Tatăl meu, care, deși absolvent al Academiei Mihăilene în fruntea promoției sale, a rămas toată viața un institutor, a fost militant entuziast al Partidului Socialist, prieten cu Ion Nădejde și Constantin Mille. În sfîrșit, vărul mamei mele, avocatul și profesorul Alexandru Bădărău, <<Vulturul Moldovei>>, a fost ministru de Justiție în 1904-1905 și apoi de Lucrări Publice în 1912-1913 în guvernele conservatoare și era cunoscut ca cel mai dinamic și cel mai popular dintre toți colaboratorii politici ai lui Take Ionescu.” .
Rămas orfan de tată la 9 ani, s-a mutat cu familia sa la Iași. Manoilescu a absolvit Liceul Național din Iași. În 1910, tânărul Manoilescu a reușit să intre primul la Școala de Poduri și Șosele din București, pe care a absolvit-o ca șef de promoție (la fel ca și tatăl său) în 1915.

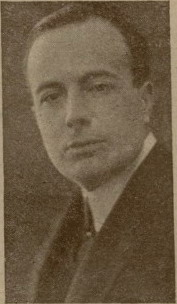
Mihail Manoilescu în 1926

După primul război mondial, Manoilescu a fost funcționar cu rang secundar în guverne liberale și averesciene. A fost deputat de Ilfov și subsecretar de stat (prin 1926).
În anul 1926, aflat într-o misiune economică în Italia, îl cunoaște pe dictatorul fascist Benito Mussolini, al  cărui admirator devine. Partizan al revenirii regelui Carol al II-lea pe tronul României, Manoilescu este întemnițat în toamna anului 1927, dar este achitat la procesul ținut în 1928.
În 1929, a publicat la Paris, la editura Giard, în colecția "Bibliothèque Économique Internationale", prima versiune a operei sale fundamentale La théorie du protectionisme et de l'echange international (cu versiuni în italiană și engleză).
După revenirea pe tron a regelui Carol al II-lea, Manoilescu a fost foarte influent în cadrul camarilei regale, fiind ministru pe resort economic în diverse guverne țărăniste. În paralel, a desfășurat o mare activitate teoretică în domeniul economic, în țară, Italia și Portugalia. Ideile sale corporatiste și protecționiste încep să fie adoptate în Brazilia, în scopul dezvoltării industriale a acestei țări.
În 1937, Manoilescu a început să finanțeze publicația "Buna Vestire", oficios al organizației Garda de Fier. Manoilescu a fost și membru în Senatul legionar.
În 1938, și-a aplicat ideile economice în cadrul unui experiment în Transilvania. Tentativa a eșuat, după Manoilescu, din cauza adversarilor săi politici, astfel că el a suferit mari pierderi financiare.
În iulie 1940, Manoilescu a fost desemnat ministru de externe în guvernul pro-nazist condus de Ion Gigurtu. Sub presiunea Germaniei, susținută și de fasciștii italieni, România a fost nevoită să facă importante concesii teritoriale statelor vecine. Întreg capitalul de simpatie, real sau pretins, de care ar fi beneficiat Manoilescu pe lângă oficialitățile italiene, nu a servit la nimic. El nu a avut practic posibilitatea să protejeze interesele României - de aici și caracterul de dictat al „arbitrajului” de la Viena. Luând la cunoștință noua frontieră trasată „arbitrii”, ministrul Manoilescu „s-a prăbușit pe masă leșinat”, conform mărturiei ministrului de externe italian, Galeazzo Ciano .
Cu toate acestea, în calitatea sa oficială, la 30 august 1940, Manoilescu a trebuit să semneze Dictatul de la Viena, prin care Germania și Italia au acordat Ungariei o importantă parte a Transilvaniei.
Pe 12 octombrie 1944, la puțin timp după începutul ocupației sovietice, Manoilescu a fost întemnițat fără proces, timp de 14 luni. După eliberare, în perioada decembrie 1945 - decembrie 1948 Manoilescu și-a oferit experiența în economie noilor autorități comuniste. A fost arestat din nou în  decembrie 1948 și întemnițat fără a fi judecat; a fost deținut în închisorile de la Jilava, Ocnele Mari și Sighet, fiind grav bolnav, iar la Sighet (”închisoarea elitelor”) a murit la sfârșitul lui 1950. Dacă a murit din pricina bolilor sau a relelor tratamente, nimeni nu știe, dar lipsa de tratament în cazul bolilor grave rămâne în categoria ”rele tratamente”.

Rostul și destinul acestui intelectual de marcă simbolizează caracterul cinic al regimului exterminaționist totalitar comunist, unde oamenii erau aruncați în închisori fără judecată, iar familiile nu știau nimic despre ei:
”În 1951, deci, când Mihail Manoilescu nu mai exista, i s-a intentat un proces de către un tribunal civil, privind activitatea sa ca ziarist, iar la 12 aprilie 1951 a fost condamnat <<în lipsă>> (!) la 15 ani de temniță grea și la 10 ani de degradare civică, cu confiscarea totală a averii, fapt probabil unic în analele țărilor civilizate” .
Mihail Manoilescu a fost aruncat într-o groapă comună, nu se știe unde, la fel ca Iuliu Maniu și alți reprezentanți ai elitei politice și intelectuale. Deși fusese omorât de multă vreme, ani de zile autoritățile au refuzat să le spună rudelor despre soarta lui Mihail Manoilescu. Abia în 1958, familia a fost anunțată de moartea sa.

## Activitatea politică, implicarea în aducerea pe tron a regelui Carol al II-lea
Mihail Manoilescu a fost unul dintre cei mai loiali intelectuali față de regele Carol al II-lea. Versiunea sa cu privire la necesitatea aducerii în țară a celui care fusese îndepărtat de către liberali este expusă memoriile sale (publicate abia după căderea comunismului) și diferă substanțial de versiunile prezentate de către detractorii săi  .

## Mihail Manoilescu, doctrina economică. Corporatismul
Mihail Manoilescu a fost unul dintre puținii gânditori economici originali din România, fiind tradus încă din timpul vieții, dar mai ales ulterior, în mai multe limbi.

Profesorul Costin Murgescu, director al Institutului de Economie Mondială, își începea astfel capitolul despre Manoilescu dintr-o carte de referință despre ”Mersul ideilor economice la români”: 
”Politica de protecție industrială practicată de România în primele decenii ale acestui secol a fost ridicată de Mihail Manoilescu la rangul unei teorii cu valabilitate și ecou internațional. La aproape șase decenii lucrarea lui fundamentală și-a croit drum în întreaga lume, constituie prima străpungere românească în gândirea economică universală și a intrat definitiv în istoria doctrinelor economice moderne, fiind citată în studii de specialitate, cursuri universitare, tratate și enciclopedii, dar nu a văzut pînă în 1987 lumina tiparului în limba română, ceea ce Manoilescu însuși, și nu numai el, considera ca <<o situație paradoxală>>".
Doctrina politică: analist al rolului burgheziei și al dezvoltării capitalismului.
Mihail Manoilescu și-a expus teoriile privind rolul major al burgheziei, necesitatea industrializării României, necesitatea dezvoltării capitalismului, în mai multe dintre cărțile sale  .

## Teoretician al revoluției totalitare
Mihail Manoilescu a fost unul dintre cei mai importanți gânditori reacționari din România și din Europa interbelică. Paginile sale abundă de considerente antisemite și de elogii ale statului totalitar și, în opinia unui autor precum Dan Pavel,
”rivalizează cu acelea ale celorlalți mari reacționari români interbelici - Nae Ionescu, Mircea Eliade, Emil Cioran, Constantin Noica, Nichifor Crainic, A. C. Cuza - și reprezintă o autentică direcție de continuitate față de gândirea unor Mihai Eminescu sau Ioan Slavici” .
Transformarea unui economist neoliberal, membru al Partidului Național Țărănesc, condus de Maniu și Mihalache, într-un gânditor corporatist și teoretician totalitar, care a simpatizat cu legionarii, poate fi înțeleasă prin studiul simultan al operei sale scrise și al biografiei sale complexe.

## Distincții
- Ordinul Meritul Cultural, în gradul de Cavaler clasa I, pentru științe (1 februarie 1943)[15]

## Opera

### Cărți
- Problema despăgubirilor de război (1919)
- Contribuția culturii generale la formarea concepției tehnice (1920)
- Politica statului în chestiunea refacerii industriale (1920)
- Cum putem reînvia Leul aur (1923)
- Organizarea financiară a economiei naționale (1924)
- Théorie du protectionisme et de l'echange international (Paris, 1929) - cu versiuni în italiană și engleză
- Întoarcere la ogor (1931)
- Echilibrul economic european (1931)
- Metodele în economia politică (București, 1932)
- O activitate parlamentară corporativă (patru discursuri în Senat din Decembrie 1932) (1933)
- Gândirea europeană la Congresul de la Roma (1933)
- Lupta ortodoxiei împotriva materialismului (1933)
- Unitatea spirituală a Europei (1933)
- Le siècle du corporatisme. Doctrine du corporatisme integral et pur (Secolul corporatismului. Doctrina corporatismului integral și pur) (Editions "Payot", Paris, 1934)
- Românism și Ortodoxie (1936)
- Secolul Corporatismului (Editura "Naționala-Ciornei", București, 1937) - traducere de D. Livezeanu după volumul original apărut în lb. franceză cu titlul: "Le siècle du corporatisme", Editions "Payot", Paris
- Partidul unic - Instituție politică a regimurilor noi (București, 1937)
- Doctrinele și teoriile noastre în lumina criticei (Tip. "Bucovina", București, 1937)
- Finanțarea și efectul lucrărilor publice ca stimulent în țările agricole (Tip. "Monitorul Oficial", București, 1937)
- Încercǎri în filosofia științelor economice, București, Monitorul oficial și Imprimeriile Statului, Imprimeria Națională, 1938
- La situation économique de la Roumanie en 1929 (1940)
- Rostul și destinul burgheziei românești (1940); reeditare Mihail Manoilescu, Rostul și destinul burgheziei românești, studiu critic Dan Pavel, ediție îngrijită de Leonard Oprea (București; Editura ATHENA, 1997), în Colecția ”Cărți fundamentale ale culturii române”, Colecție inițiată și finanțată de Fundația Soros pentru o Societate Deschisă România. ISBN 973-98191-8-4.
- Memorii, 1945'; editare în premieră Mihail Manoilescu, Memorii, 2 volume, ediție îngrijită, prefață, note și indice Valeriu Dinu, cuvânt înainte Mugur Isărescu (București: Editura Enciclopedică, 1993), Colecția ”Biblioteca Băncii Naționale”, coordonată de Mugur Isărescu. ISBN 973-45-0042-2.

## Traduceri
- O seculo do corporativismo; doutrina do corporativismo integral e puro; traduçăo de Azevedo Amaral, Rio de Janeiro, J. Olympio, 1938.
- Die nationalen produktivkräfte und der aussenhandel; theorie des internationalen warenaustausches,  Berlin, Junker und Dünnhaupt verlag, 1937.
- "Etica Politică", tradusă din limba franceză de Elena Manoilescu, prefațată de Vasile Morar, îngrijită și postfațată de prof. univ. Mihai Dinu, și publicată în 2010 la editura Spandugino.

### Articole
- Sindicalizarea legală a industriilor (expunere de motive și ante-proiect de lege)  (Biblioteca revistei "Lumea Nouă", București, 1932) - în colaborare cu Grigore Manoilescu
- România, Stat Corporativ (Biblioteca revistei "Lumea Nouă", București, 1933)
- Profesiunile libere în Statul Corporativ (Biblioteca revistei "Lumea Nouă", București, 1933)
- Preoții și Profesorii în Statul Corporativ (Biblioteca revistei "Lumea Nouă", București, 1933)
- Regimul nostru fiscal (asigurările sociale) (Biblioteca revistei "Lumea Nouă", București, 1933)
- Filozofia și doctrina corporatistă (Biblioteca revistei "Lumea Nouă", București, 1934)
- Spațiul economic corporativ (Biblioteca revistei "Lumea Nouă", București, 1934)
- Românismul și dreptul său (discurs ținut la Senat la 3 decembrie 1935) (Biblioteca revistei "Lumea Nouă", București, 1935)
- Revizuiri și anticipări (discurs la Mesaj în Senat) (Biblioteca revistei "Lumea Nouă", București, 1936)
- Ideea de plan (Biblioteca revistei "Lumea Nouă", București, 1936)
- Tendințele tinerei generații (Biblioteca revistei "Lumea Nouă", București, 1936) - în colaborare cu Mircea Vulcănescu
- Generația Nouă și politica veche (discurs tinut la Senat în 27 Noembrie 1936) (Colecția revistei "Lumea Nouă", Nr. 19, București, 1936)
- Syntese de l'economie roumaine (Biblioteca revistei "Lumea Nouă", București, 1936)
- Portugalia lui Salazar (Biblioteca revistei "Lumea Nouă", București, 1936)
- Două reforme aparente (discurs ținut la Senat) (Biblioteca revistei "Lumea Nouă", Nr. 20, București, 1936)
- Lupta împotriva muncei și a jertfei (Biblioteca revistei "Lumea Nouă", București, 1936)
- Sensul antiburghez al revoluției naționale (Biblioteca revistei "Lumea Nouă",  București, 1937)
- Le parti unique, în: "Ouvrier francaise", Paris, 1937
- Protecționismul și schimbul internațional (Biblioteca revistei "Lumea Nouă", București, 1937)
- România - Stat Național-Corporativ (programul oficial al Ligei Național-Corporatiste) (București, 1938)
- Încercări în filosofia științelor economice (prelegeri pe care Prof. Mihail Manoilescu le-a ținut în fiecare an la deschiderea cursului său de Economie Politică, la Școala Politehnică din București)
- Dimensiunea slavă, în "Lumea Nouă", 1941
- N'am avut oameni de stat, în "Lumea Nouă", 1941